# برش میان‌دوراه

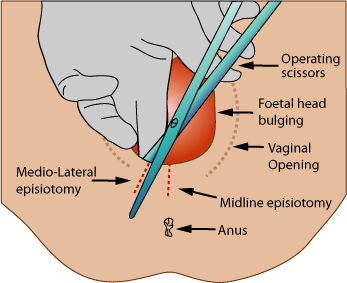
نحوه برش در ناحیه پرینه

برش میان‌دوراه یا پرینیوتومی (perineotomy) که اپیزیوتومی هم نامیده می‌شود (Episiotomy) برش جراحی در ناحیه میان‌دوراه (پرینه) یعنی در منطقه عضلانی بین واژن و مقعد است. این برش برای بازکردن دهانه رحم هنگام زایمان طبیعی و خروج نوزاد توسط پزشک زنان یا ماما انجام می‌شود. این برش درجه‌بندی دارد و شدت آن در بانوان مختلف متفاوت است و برخی خانم‌ها به آن نیازی ندارند.

## انواع
دو نوع متداول از میان‌دوراه‌بُری وجود دارد که یکی میانی و دیگر دوسو است. هر دو نوع روش مزایا و معایب مختلفی دارند.
اپیزوتومی میانی (midline): برش در وسط دهانه واژن، بصورت مستقیم به سمت مقعد ایجاد می‌شود. از مزایای اپیزوتومی میانی می‌توان به ترمیم آسان و بهبودی سریع تر این برش اشاره کرد. همچنین میزان خونریزی در این روش کمتر است. با این حال در این نوع اپیزوتومی تا مدت‌ها مقاربت دردناک است و این نوع جراحت می‌تواند منجر به مشکلات طولانی مدت از جمله بی‌اختیاری مدفوع شود.
اپیزوتومی میانی‌جانبی (mediolateral): برش از وسط دهانه واژن شروع می‌شود و با زاویه ۴۵ درجه به سمت باسن گسترش می‌یابد. در این روش خطر پارگی عضلات مقعد بسیار کمتر است. اما نسبت به اپیزوتومی میانی، خونریزی بیشتر، درد شدیدتر و ترمیم سخت‌تر بافت‌های آسیب دیده وجود دارد.

## درجه‌بندی برش‌ها
میان‌دوراه‌بُری‌ها بر اساس میزان طول برش و عمق درجه‌بندی می‌شوند که به صورت زیر می‌باشند:
درجه اول: پارگی کوچکی است که فقط در لایه بیرونی واژن برش انجام می‌شود و بافت‌ها و عضلات زیرین آسیب نمی‌بینند.
درجه دوم: در این برش علاوه بر لایه بیرونی، عضلات واژن نیز بریده می‌شود و عمیق‌تر است اما اسفنکتر مقعد درگیر نمی‌شود.
درجه سوم: این پارگی شامل لایه بیرونی واژن، بافت‌های زیرین و بخشی از اسفنکتر مقعد است.
درجه چهارم: شدیدترین نوع میان‌دوراه‌بری است که شامل پارگی در بافت مهبل و ماهیچه‌های زیرین آن، اسفنکتر مقعد و کانال مقعد می‌باشد. این نوع برش میان‌دوراه در زایمان‌های سخت انجام می‌شود و هرچه درجه و شدت اپیزوتومی بیشتر باشد احتمال بروز عفونت، درد و سایر مشکلات بعد از زایمان افزایش می‌یابد.

## فرایند بهبودی
برای ترمیم برش‌های اپیزوتومی از بخیه‌های جذبی استفاده می‌شود و نیازی به کشیدن بخیه نیست. برای تسکین درد، پزشک پماد و داروهای مسکن تجویز می‌کند. در موارد درد شدید، تب و داشتن ترشحات عفونی در این ناحیه حتماً به پزشک مراجعه کنید.

## میان‌دوراه‌بُری و رابطه جنسی
برقراری رابطه جنسی چهار تا شش هفته بعد از زایمان در صورت قطع شدن خونریزی امکان‌پذیر است. در نتایج یک مطالعه مشخص شد خانم‌هایی که اپیزوتومی انجام دادند تا مدت‌ها بعد از زایمان حدود ۱۲ الی ۱۸ ماه ممکن است آمیزش جنسی دردناک بدون ترشحات روان‌کننده داشته باشند اما مشکلی در رسیدن به اوج لذت جنسی یا تحریکات جنسی ندارند.